# Lorna Simpson
Lorna Simpson (Brooklyn, 1960) es una artista multimedia afroamericana que se hizo un nombre entre la década los 80 y los 90 con obras como Guarded Conditions y Square Deal. Es una  de las principales artistas de su generación y sus trabajos han sido incluidos en numerosas exposiciones, tanto nacionales como internacionales. Es conocida por sus instalaciones que mezclan texto con fotografía, sus fotocollages y sus películas. 

## Juventud y educación
Nació en 1960, en Brooklyn, Nueva York, donde estudió en el Instituto de Arte y Diseño. Sus padres eran profundos amantes del arte por lo que la llevaron a numerosas obras de teatro, museos, conciertos y espectáculos de danza. Más tarde asistió a la Escuela de Artes visuales en Nueva York donde recibió su Licenciatura en Bellas Artes especializándose en fotografía. Después de recibir su licenciatura, viajó por Europa y África desarrollando sus habilidades en fotografía documental ―sus trabajos más tempranos―. Mientras viajaba, se inspiró para expandir su trabajo más allá del campo de la fotografía con el fin de desafiar y comprometer al espectador.
En 1985, mientras obtenía su Maestría en Bellas Artes en la Universidad de California en San Diego, Simpson trabajó para expandir aun más estas ideas. Su educación en San Diego se situó en un punto intermedio entre  la fotografía y el arte conceptual, y entre sus profesores se encontraban, entre otros, el conceptualista Allan Kaprow, la artista de performance Eleanor Antin, cineastas como Babette Mangolte o Jean-Pierre Gorin y el poeta David Antin. Lo que surgió de aquello fue su distintivo estilo de "foto-texto", en el que Simpson insertó texto gráfico en retratos de estudio. Al hacer esto, Simpson trajo un significado conceptual completamente nuevo a las obras. Estos trabajos están relacionados, en su mayoría, con la percepción de la mujer afroamericana dentro de cultura estadounidense.

## Carrera
Durante las décadas de los 80 y los 90 Simpson mostró su trabajo a través de exposiciones en solitario por todo el país, y su nombre era sinónimo de obras que fusionaban la fotografía con el texto. Le fue otorgada una beca del Fondo Nacional para las Artes en 1985, y en 1990 fue la primera mujer afroamericana en exponer en el Venice Biennale. En 1990 Simpson expuso en la mayoría de museos importantes de Estados Unidos, incluyendo el Museo de Arte de Denver en Colorado, el Museo de Arte de Portland en Oregón, y el Museo de Arte Moderno de Nueva York. Simpson ha explorado varios medios y técnicas, incluyendo fotografías bidimensionales así como serigrafiar sus fotografías en gran formato, creando instalaciones o produciendo obras en video como "Call Waiting" (1997).
En torno al año 2000 empezó a explorar instalaciones de video con el fin de evitar una parálisis creativa producida por expectativas externas. En 2001 ganó el Premio del Museo de Arte Americano Whitney, y en 2007 su trabajo fue destacado en una retrospectiva de 20 años en el Museo de Arte Americano Whitney, en su ciudad natal de Nueva York.
El trabajo de Lorna Simpson ha sido mostrado en el Museo de Arte Moderno, el Museo de Arte Contemporáneo, el Pérez Art Museum Miami, el Centro de Arte del Walker, el Instituto de Arte de Minneapolis, y el Museo de Arte Moderno de Irlanda.  Su primera retrospectiva europea abrió en el Jeu de Paume de París en 2013, continuando su viaje por Alemania, Inglaterra, y Massachusetts.
En 2015 exhibió primero en la 56.ª Bienal de Venecia, seguido por una muestra en el Salon 94 Bowery.
En 2016 Simpson creó la ilustración del álbum Black America Again por Common. Durante el mismo año apareció en el libro In the company of Women, Inspiration and Advice from over 100 Makers, Artists, and Entrepreneurs.   En uno de los ejemplares de la revista Vogue en 2017, Lorna Simpson exhibió una serie de 18 retratos de creativas profesionales para quienes el arte es algo central en sus vidas. Las mujeres fotografiadas incluyen a Teresita Fernandez, Huma Bhabha, o Jacqueline Woodson. Inspirada por su resiliencia, Simpson dijo de estas mujeres: "no aceptan un no por respuesta".
Simpson continúa ejerciendo su influencia en el legado de artistas negros en la actualidad, manteniendo lazos con artistas y activistas como el Art Hoe Collective, un grupo de mujeres jóvenes que utilizan las redes sociales para proporcionar a grupos marginales una plataforma segura para dar a conocer sus obras de arte.

## Trabajo

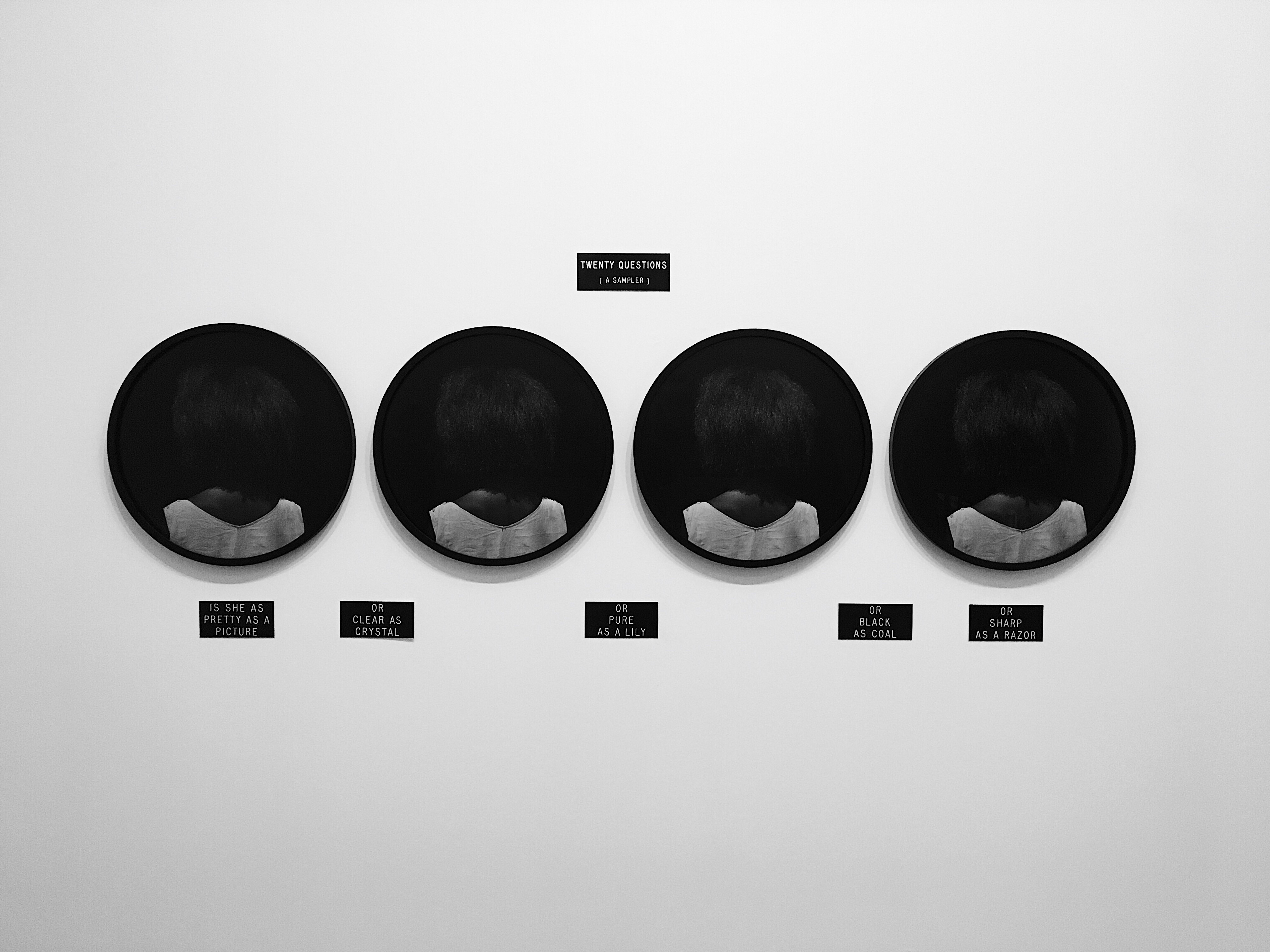
Fotografía Twenty Questions (A Sampler) de 1986 por Lorna Simpson.

Simpson alcanzó el protagonismo en los ochenta por sus trabajos en gran formato que combinaban texto y fotografía, desafiando los conceptos tradicionales de sexo, identidad, raza, cultura, historia, y memoria. Basándose en estos trabajos, empezó a crear fotos en gran formato impresas en fieltro que mostraban encuentros sexuales públicos pero inadvertidos. Recientemente, Simpson ha experimentado con el vídeo aunque continúa con la fotografía.

## Vida privada
Simpson vive en Brooklyn con su hija.

## Premios
- 1985 Beca del Fondo Nacional para las Artes, Estados Unidos
- 1987 Workspace Grant, Centro de  las Artes de Jamaica[17]
- 1989 Artistas Consejo de administración Espacial, Nueva York, NY
- 1990 Louis Comodidad Tiffany Premio, Fundación de Tiffany de Comodidad de Louis, Nueva York, NY
- 1994 Premio de Artista para un Cuerpo Señalado de Trabajo, Asociación de Arte Universitario, Nueva York, NY[18]
- 1997 Artista-en-Residencia Grant, Wexner Centro para las Artes, Colón, OH
- 1998 Finalista, Premio de Jefe del Hugo 1998, Solomon R. Guggenheim Fundación, Nueva York, NY
- 2001 La Whitney Museo de Premio de Arte americano patrocinado por Cartier y el Cartier Fundación para Arte Contemporáneo, Nueva York, NY
- 2003 Artista Señalado-En-Residencia, cristiano Un. Fundación de Esfuerzo del Johnson, Colgate Universidad, Hamilton, NY
- 2014 Shortlisted para el Deutsche Börse Premio de Fotografía 2014 para su self-exposición titulada en París.[19]